# 2019年中国杯国际足球锦标赛
2019年格力·中国杯国际足球锦标赛是第三届中国杯国际足球锦标赛，将于2019年3月21日-25日在广西壮族自治区南宁市举行。由格力电器冠名赞助，柳州银行、农夫山泉、万达集团等赞助。本次比赛由乌拉圭蝉联冠军。

## 参赛队伍
2019年2月21日，2019年中国杯国际足球锦标赛新闻发布会在上海召开，正式公布赛事参赛队伍信息及赛事信息。
3月4日，乌拉圭公布中国杯参赛球员名单，苏亚雷斯、卡瓦尼、戈丁等球星将参加比赛。
3月15日，中国足协公布中国杯参赛球员名单，由卡纳瓦罗正式担任球队主教练，里皮担任顾问。
3月18日，泰国足协宣布，国家队队长当达以及戈拉戈、沙沙勒、桑拉瓦共四名球员因伤病退出本次中国杯，泰国国家队将临时征召另外四名球员入替。
| 球队           | FIFA排名 （2019年2月） |
| -------------- | ---------------------- |
| 乌拉圭         | 7                      |
| 中國（东道主） | 72                     |
|                | 89                     |
| 泰國           | 115                    |

## 场地
| 南宁                                        | 南宁 |
| 广西体育中心                                | 南宁 |
| 22°46′01″N 108°23′17″E / 22.767°N 108.388°E | 南宁 |
| 容量：60,000                                | 南宁 |

## 比赛
比赛对阵如下：

### 半决赛
| 2019年3月21日 19:35 (UTC+8) |

| 中國 | 0 - 1 | 泰國         |
| ---- | ----- | ------------ |
|      | 報告  | 猜拿迪普 33' |

| 南宁，广西体育中心 |

| 2019年3月22日 19:35 (UTC+8) |

| 乌拉圭                          | 3 - 0 |  |
| ------------------------------- | ----- |  |
| - 佩雷罗 5' - 斯图亚尼 23', 82' | 報告  |  |

| 南宁，广西体育中心 |

### 季軍戰
| 2019年3月25日 15:30 (UTC+8) |

| 中國 | 0 - 1 |                |
| ---- | ----- | -------------- |
|      | 報告  | 肖穆羅多夫 34' |

| 南宁，广西体育中心 |

### 决赛
| 2019年3月25日 19:35 (UTC+8) |

| 泰國 | 0 - 4 | 乌拉圭                                               |
| ---- | ----- | ---------------------------------------------------- |
|      | 報告  | - 贝西诺 6' - 佩雷罗 38' - 斯图亚尼 58' - 戈麦斯 88' |

| 南宁，广西体育中心 ：马宁 |

## 射手榜
3球
- 斯图亚尼

2球
- 佩雷罗（英语：Gastón Pereiro）

1球
| - 猜拿迪普 - 绍穆罗多夫 | - 贝西诺 - 戈麦斯 |

## 韦世豪铲人事件
在2019年3月25日的季军赛第35分钟，中国队球员韦世豪从背后飞铲乌兹别克斯坦队球员舒库洛夫，致使舒库洛夫因伤离场并被送往医院，韦世豪被主裁判出示黄牌。随后舒库洛夫被确认为右脚踝胫骨骨折，将接受手术并休战5个月。韦世豪的行为引发了网友、球迷众怒，也遭到上级批评。最终面对舆论压力，韦世豪本人亲赴医院向舒库洛夫道歉。韦世豪所在的广州恒大淘宝足球俱乐部对其作出了停赛一个月、视其检讨反省的情况再决定是否将其开除的处罚。舒库洛夫随后在社交媒体上发声为韦世豪求情，但也有网友认为韦世豪在过去的比赛中多次飞铲，应该被罚。

## 外部連結
- 中国杯国际足球锦标赛官方网站（页面存档备份，存于）